# Trại Chuối
Trại Chuối là một phường thuộc quận Hồng Bàng, thành phố Hải Phòng, Việt Nam.

## Địa lý
Phường Trại Chuối có diện tích 0,42 km², dân số năm 2023 là 11.900 người, mật độ dân số đạt 28.333 người/km².

## Hành chính
Phường Trại Chuối được chia thành 8 tổ dân phố: Cử Bình, Đốc Tít, Đội Văn, Hàm Nghi, Núi Voi, Tán Thuật, Tiền Đức, Trại Sơn.

## Lịch sử
Ngày 3 tháng 1 tháng 1981, Hội đồng Chính phủ ban hành Quyết định số 3-CP về việc đổi khu phố Hồng Bàng thành quận Hồng Bàng. Khi đó, phường Trại Chuối thuộc quận Hồng Bàng.
Ngày 20 tháng 7 năm 2022, HĐND TP. Hải Phòng ban hành Nghị quyết số 26/NQ-HĐND về việc:
- Thành lập tổ dân phố Tiền Đức trên cơ sở tổ dân phố 1B1, tổ dân phố 2B1, một phần của tổ dân phố 3B1, một phần của tổ dân phố 4B1, một phần của tổ dân phố 5B1, một phần của tổ dân phố 5B2.
- Thành lập tổ dân phố Cử Bình trên cơ sở một phần của tổ dân phố 3B1, một phần của tổ dân phố 4B1, một phần của tổ dân phố 5B1, một phần của tổ dân phố 4B2, một phần của tổ dân phố 5B2, một phần của tổ dân phố 5A.
- Thành lập tổ dân phố Đốc Tít trên cơ sở tổ dân phố 1B2, tổ dân phố 2B2, tổ dân phố 3B2, một phần của tổ dân phố 4B2, một phần của tổ dân phố 1B3, một phần của tổ dân phố 2B3.
- Thành lập tổ dân phố Tán Thuật trên cơ sở tổ dân phố 3B3, tổ dân phố 4B3, một phần của tổ dân phố 1B3, một phần của tổ dân phố 2B3, một phần của tổ dân phố 5B3.
- Thành lập tổ dân phố Núi Voi trên cơ sở tổ dân phố 4A, một phần của tổ dân phố 3A, một phần của tổ dân phố 5A.
- Thành lập tổ dân phố Trại Sơn trên cơ sở tổ dân phố 1A, tổ dân phố 2A, một phần của tổ dân phố 3A, một phần của tổ dân phố 5B3.
- Thành lập tổ dân phố Hàm Nghi trên cơ sở tổ dân phố 5C, tổ dân phố 6C, một phần của tổ dân phố 4C.
- Thành lập tổ dân phố Đội Văn trên cơ sở tổ dân phố 1C, tổ dân phố 2C, tổ dân phố 3C, một phần của tổ dân phố 4C.